# Салют-5
ОПС «Салют-5» («Алмаз-3», ОПС-3 или изделие 11Ф71 № 0103) — советская орбитальная пилотируемая станция типа «Алмаз» массой 19 тонн, была выведена на орбиту ракетой-носителем «Протон» 22 июня 1976 года.
Осуществлено две стыковки с пилотируемыми космическими кораблями «Союз-21» и «Союз-24».
Стыковка с КК «Союз-23» не состоялась из-за отказа системы сближения «Игла».
26 февраля 1977 года на Землю вернулась капсула спуска информации (КСИ, изделие 11Ф76).
8 августа 1977 года станция «Салют-5» была сведена с орбиты и прекратила существование в плотных слоях атмосферы, пробыв на орбите 411 суток.
Океан был предметом исследований, проводимых с борта «Салюта-5». Эти наблюдения показали, что при помощи средств космической техники можно получить данные об океанографических, гидробиологических и биопромысловых условиях в планетарном масштабе. Одним из итогов полета «Салюта-5» стало уточнение границ внутренних морей и водоемов СССР, составление прогноза их развития, выявление новых геологических структур, подземных хранилищ пресной воды.

## История «Салют-5»

### Предпосылки
Разработка проектов космических аппаратов-разведчиков в СССР и США началась вскоре после запуска первых искусственных спутников Земли. К концу 1950-х годов в обеих странах началось проектирование, а к началу 1960-х годов — эксплуатация спутников разведывательного назначения.
В рамках американской программы Corona Соединённые Штаты получили возможность осуществлять как площадную, так и детальную фотосъёмку поверхности Земли из космоса, а также возвращать на Землю капсулы с отснятыми материалами. Советский Союз в свою очередь разработал спутник фото- и радиоразведки «Зенит-2». Первые космические снимки в рамках этой программы были получены в апреле 1962 года с аппарата, запущенного под открытым обозначением «Космос-4».
Подобные космические системы начали обеспечивать вооружённые силы важнейшей разведывательной информацией. Однако автоматические спутники того времени не обладали способностью самостоятельно обнаруживать или классифицировать цели, особенно движущиеся. Оптическая разведка в видимом диапазоне спектра была неэффективной в ночное время и при наличии плотной облачности над исследуемыми районами, что приводило к бессмысленной трате фотоплёнки. Стремление к повышению разрешающей способности изображений приводило к увеличению массы и габаритов аппаратуры.
Использование фотоплёнки не позволяло оперативно получать разведывательные данные: обработка материалов занимала значительное время, а телевизионные и фототелевизионные технологии ещё находились на стадии развития и не обеспечивали требуемого качества.
Эти ограничения вызвали необходимость создания комплекса, совмещающего фотоаппаратуру с приборами наблюдения, работающими в различных спектральных диапазонах, и управляемого человеком-оператором. Предполагалось, что оператор будет способен самостоятельно обнаружить интересующую цель, навести на неё аппаратуру, осуществить съёмку с помощью высокоразрешающей оптики в разных диапазонах, провести радиоперехват, обработать полученные данные, задокументировать результаты и незамедлительно передать информацию на Землю по радиоканалу.
Параллельно в СССР разворачивались работы по созданию новых ракет-носителей. Согласно Постановлению ЦК КПСС и Совета Министров от 16 апреля 1962 года, началась разработка космического корабля «Союз», запуск которого планировался с помощью модернизированной версии ракеты Р-7, а также тяжёлой межконтинентальной баллистической ракеты УР-500 (впоследствии известной как «Протон»).
Таким образом, в первой половине 1960-х годов были сформированы технологические и организационные предпосылки для создания новых пилотируемых орбитальных аппаратов и станций, предназначенных для разведывательной деятельности из космоса.

### Программа «Алмаз»
12 октября 1964 года Генеральный конструктор ОКБ-52 В.Н. Челомей на совещании руководящих сотрудников предприятия выдвинул предложение о создании орбитальной пилотируемой станции для решения оборонных и научных задач, а также для работы в интересах народного хозяйства. Такая станция должна была стать новым средством космической разведки, значительно превосходящим по своим возможностям все существующие к этому времени системы.
Проект создания орбитальной пилотируемой станции (ОПС) «Алмаз» был инициирован решением коллегии Министерства общего машиностроения СССР 21 января 1966 года. Первоначально предполагалось поручить разработку станции Филиалу №3 ОКБ-1. Однако в целях более равномерного распределения проектных и производственных нагрузок было принято решение о передаче полномочий по созданию комплекса ОКБ-52, позднее переименованному в Центральное конструкторское бюро машиностроения (ЦКБМ). Соответствующее распоряжение было оформлено приказом министра от 30 марта 1966 года, в соответствии с которым ЦКБМ назначалось головной организацией по разработке станции «Алмаз», предназначенной для выполнения военно-разведывательных задач, включая комплексное наблюдение малоразмерных и маскируемых объектов.
Тактико-технические требования Министерства обороны от 5 октября 1966 года определяло основную миссию ракетно-космического комплекса «Алмаз» как ведение углублённой разведки особо важных стратегических объектов, отличающихся малыми габаритами и наличием маскировки. К числу приоритетных целей относились пусковые установки межконтинентальных баллистических ракет и космических носителей, аэродромы стратегической авиации, военно-морские базы, объекты противоракетной и противокосмической обороны, а также узлы связи, промышленные объекты оборонного значения, склады и иные стратегически значимые инфраструктурные элементы.
Параметры орбиты станции определялись с учетом возможностей ракеты-носителя и характеристик бортовой целевой аппаратуры. Комплекс обеспечивал непрерывный контроль земной поверхности в пределах широтной зоны ±80°, где находилась основная масса объектов, представлявших интерес для Министерства обороны. За счёт возможности поворота станции по крену на угол до ±30°, обеспечивалась многократная суточная съёмка и наблюдение одних и тех же районов.
21 июля 1966 года было выпущено постановление ЦК КПСС и Совета Министров СССР о проведении проектно-исследовательских и опытно-конструкторских работ по созданию длительно функционирующей орбитальной станции (с ресурсом до двух лет). Станция предназначалась для высокоточной разведки замаскированных объектов, выполнения медико-биологических экспериментов, а также отработки методов военного применения космических систем при длительных экспедициях (до шести месяцев).
К разработке элементов комплекса были привлечены ведущие отраслевые научно-исследовательские учреждения и производственные предприятия:
- фотоаппарат «Агат-1» — Красногорский механический завод;

- длиннофокусная оптика и системы наблюдения — ЛОМО;

- радиолокационная станция разведки — НИИ-17;

- антенна с синтезированной апертурой — КБ-1;

- бортовая цифровая вычислительная машина — НИЦЭВТ;

- электромеханическая система стабилизации — ВНИИЭМ;

- гироскопические средства ориентации — НИИ ПМ;

- гироприборы для измерения угловых скоростей — МИЭА;

- инфракрасная вертикаль — ЦКБ «Геофизика»;

- командная радиолиния — НИИ радиоприборостроения;

- радиотехническая система сближения — НИИ ТП;

- системы защищённой связи — МНИИ РС;

- пульты управления — СОКБ ЛИИ;

- фотоэлектрические преобразователи — ВНИИИТ;

- буферные аккумуляторы — НИАИ;

- основные двигатели коррекции — КБХА;

- двигатели стабилизации — ТМКБ «Союз»;

- системы терморегулирования и кондиционирования — агрегатный завод «Наука»;

- системы жизнеобеспечения — завод «Звезда»;

- система регенерации воды из конденсата — ВНИКИХМ[16].

Испытания, направленные на изучение физиологических аспектов длительного пребывания экипажа в замкнутом объеме, проводились под научным руководством Государственного научно-исследовательского института авиационной и космической медицины. В частности, в период с июня по сентябрь 1966 года был осуществлён 70-суточный сурдокамерный эксперимент с участием экипажа из трёх человек, симулирующий условия нахождения на орбитальной станции.
24 марта 1967 года эскизный проект ракетно-космического комплекса «Алмаз» получил одобрение, что открыло путь к началу полномасштабных опытно-конструкторских работ и изготовлению ключевых элементов системы.
Для транспортировки экипажа и снабжения станции в рабочем режиме планировалось использовать специализированный Транспортный Корабль Снабжения (ТКС). Первоначальная разработка ТКС велась в головном подразделении ЦКБМ, однако в августе 1968 года работы были переданы Филиалу №1. Производство станции, ТКС и ракеты-носителя было поручено Машиностроительному заводу имени Хруничева.
В создании комплекса приняли участие десятки министерств и свыше сотни предприятий, обеспечивающих разработку и производство как бортовых, так и наземных систем.
Общая координация научно-технической деятельности осуществлялась Советом главных конструкторов.
Тем не менее, реализация проекта «Алмаз» значительно замедлилась из-за приоритетного развертывания гражданской программы «Салют». С декабря 1969 года значительные ресурсы Филиала №1 ЦКБМ и Завода имени Хруничева (ЗИХ) были переориентированы на выполнение задач, связанных с разработкой орбитальных станций, разрабатываемых ЦКБЭМ. Последнему были переданы часть проектной документации и восемь корпусов станции «Алмаз».
В.Н. Челомей называл в дальнейшем этот эпизод «пиратским набегом на свой остров». С.П. Феоктистов, принимавший участие в этих событиях в составе группы конструкторов со стороны ЦКБЭМ, в своих воспоминаниях подтверждает наличие «элемента пиратства» в произошедшем.

### Первые станции проекта

#### «Салют-2»
Сборка первого летного экземпляра орбитальной пилотируемой станции ОПС-1 (заводское обозначение изделие №0101-1) была начата на Заводе имени Хруничева 1 октября 1971 года и завершена ровно через год, 1 октября 1972 года. После завершения комплекса наземных испытаний, 25 декабря того же года станция была отправлена на космодром Байконур. Проведены мероприятия по предпусковой подготовке, включая устранение выявленных проблем, связанных с пилотируемым кораблем «Союз», предназначенным для доставки экипажа на станцию. 3 апреля 1973 года ракета-носитель УР-500К успешно вывела аппарат на орбиту. Станция получила официальное наименование «Салют-2».
На 13-й день полёта, 15 апреля, было зафиксировано прекращение передачи основной телеметрической информации, а также зафиксированы аномальные изменения орбитальных параметров и резкое падение давления внутри герметичного объема. 28 мая 1973 года станция разрушилась при входе в плотные слои атмосферы над акваторией Тихого океана.
Комиссия по расследованию инцидента установила наиболее вероятную последовательность отказов: утечка газа в сварном соединении вызвала вращающий момент, что привело к нештатному и чрезмерно продолжительному включению двигателя мягкой стабилизации. Перегрев вблизи привёл к разрушению кабельной проводки и герметичных соединений, что вызвало разгерметизацию станции и отказ двигателя жесткой стабилизации. Последствием стало неуправляемое вращение аппарата.
Альтернативная версия причин аварии связывала разрушение станции с возможным столкновением с обломками третьей ступени ракеты-носителя. В результате анализа и выводов были реализованы конструктивные доработки третьей ступени во избежание аналогичных ситуаций в будущем.
Несмотря на преждевременное завершение полета, запуск «Салют-2» позволил уточнить аэродинамические и баллистические характеристики платформы ОПС, а также подтвердить работоспособность ряда бортовых систем, что послужило основой для последующих запусков в рамках проекта «Алмаз».

#### «Салют-3»
К началу января 1974 года завершилось производство второго летного образца орбитальной станции — ОПС-2 (изделие №0101-2). Комплексные испытания станции были завершены 27 марта, и уже 2 апреля состав с аппаратом прибыл на Байконур. 25 июня 1974 года был осуществлён успешный запуск ракеты-носителя УР-500К, выведшей станцию на орбиту. Согласно принятой классификации, станция получила обозначение «Салют-3».
3 июля 1974 года к станции был отправлен пилотируемый космический корабль «Союз-14» с экипажем в составе космонавтов П.Р. Поповича и Ю.П. Артюхина. После успешной стыковки 4 июля космонавты перешли на борт станции и приступили к выполнению программы полета.
Существенных нареканий по функционированию систем станции от экипажа не поступило. В ходе полёта были испытаны все основные элементы бортовой аппаратуры, в том числе 14 единиц фототелевизионного комплекса, включая фотоаппарат «Агат-1». Экипаж осуществлял съемку наземных объектов, а также выполнил ряд научных экспериментов гражданского профиля, включая астрономические и метеорологические наблюдения, выращивание монокристаллов и медицинско-биологические исследования.
Одним из зафиксированных недостатков стала повышенная шумность электромеханической системы силовой стабилизации, что требовало синхронизации периодов отдыха и сна экипажа с режимами её работы.
19 июля 1974 года экипаж отстыковался от станции и успешно вернулся на Землю.
26 августа 1974 года с Байконура стартовал «Союз-15» с экипажем в составе Г.В. Сарофанова и Л.С. Дёмина. Корабль не удалось пристыковать к ОПС из-за нештатной работы системы сближения и стыковки «Игла». 28 августа спускаемый аппарат с космонавтами вернулся на Землю.
Из-за выявленной необходимости доработки системы «Игла» было решено отказаться от дальнейшего использования «Салют-3» в пилотируемом режиме. 23 сентября с борта станции была впервые запущена на Землю подготовленная экипажем «Союз-14» капсула специнформации. 24 января 1975 года «Салют-3» был сведен с орбиты. После выдачи тормозного импульса была проведена проверка пушечной системы защиты «Щит-1». В составе системы использовалась доработанная для использования в условиях космоса пушка, созданная на базе авиационной НР-23. Испытания, состоящие из стрельбы двумя очередями, прошли успешно.
ОПС «Салют-3» вошла в историю как первая советская орбитальная станция, на борту которой экипаж полностью выполнил предусмотренную программу и благополучно завершил полет. При этом был собран значительный объем ценных разведывательных, технических и научных данных. Недостаточная надежность системы сближения и стыковки «Игла» не позволила осуществить программу работы на станции в полной мере.

### Постройка и запуск «Салют-5»
Сборка новой орбитальной станции ОПС-3 (изделие №0103) проводилась на Заводе имени Хруничева и была завершена 1 июля 1975 года. Уже на следующий день станцию доставили в ЦКБМ. В связи с увеличением длительности пребывания экипажа на орбите до 90 суток, была проведена модернизация, включавшая установку дополнительных модулей системы жизнеобеспечения и пополнение запасов воздуха, воды и питания, что потребовало частичного демонтажа отдельных узлов станции. Все работы завершились к концу сентября. 29 сентября 1975 года начались испытания станции. 26 февраля 1976 года государственная комиссия приняла решение о транспортировке ОПС на космодром Байконур для подготовки к запуску в июне 1976 года.
От предшественников станция отличалась наличием модернизированной системы ручной стыковки АРС-2, светового маяка СМИ-2, второго телеметрического комплекса БР-9А и дополнительного оборудования связи. Визир ОД-4М был заменён на усовершенствованную версию ОД-5. Установлена полная фототелевизионная система «Печора» с аппаратурой защищённой передачи данных «Бирюса» и антенной «Аист». Впервые внедрена пусковая камера для сброса контейнеров с бытовыми отходами. Для сохранения баланса массы отказались от ряда компонентов: одной из капсул специнформации, радионавигационной системы «Изумруд», ИК-аппаратуры «Янтарь» и «Волга», перископа «Сокол», комплекса обороны «Щит-1» и устройства аварийного подрыва объекта (АПО).
По поручению госкомиссии НПО «Энергия» провело анализ возможности длительного автономного полета корабля «Союз» совместно со станцией на протяжении 90 суток, но дало отрицательное заключение, подтвердив допустимую продолжительность — до двух месяцев.
17 июня 1976 года ракета-носитель УР-500К с ОПС была доставлена на стартовую площадку. Запуск ракеты УР-500К №290-02 с третьей станцией проекта «Алмаз» состоялся 22 июня 1976 года в 21:04 по московскому времени с 23-й пусковой установки площадки №81. После вывода на орбиту ОПС-3 получила официальное наименование — «Салют-5».
Контроль за полётом и обработка телеметрической информации осуществлялись из Центра управления полётами в Евпатории. Руководителем полёта был назначен М.И. Лифшиц.

### Экспедиции на «Салют-5»

#### «Союз-21»

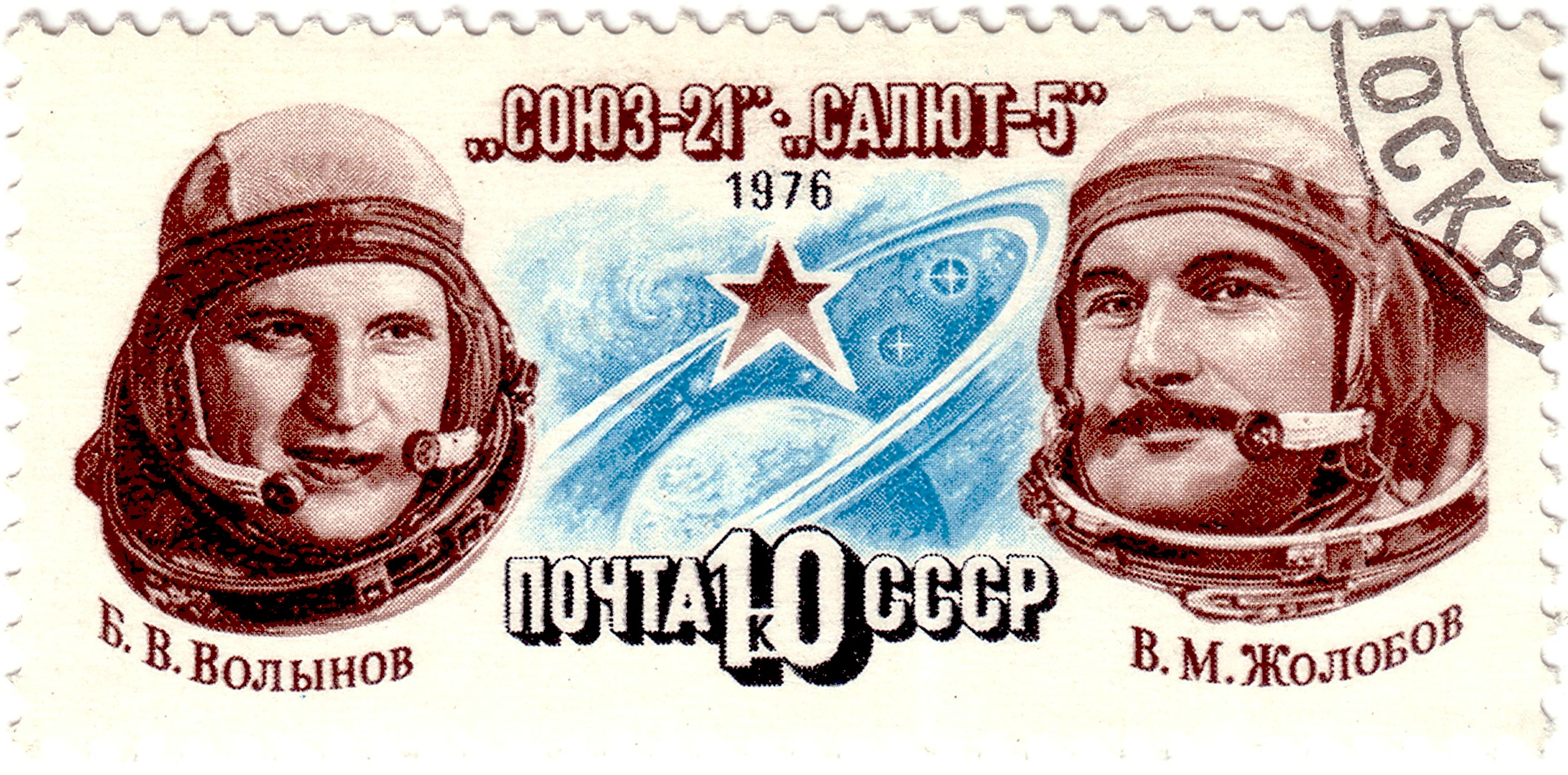
Экипаж «Союз-21»: Б. В. Волынов и В. М. Жолобов

6 июля 1976 года с площадки №1 космодрома Байконур стартовал пилотируемый корабль «Союз-21» с экипажем — Б. В. Волынов и В. М. Жолобов (позывные «Байкал-1» и «Байкал-2» соответственно). Из-за неисправности доработанной системы сближения «Игла» 7 июля стыковка со станцией была осуществлена вручную. После успешного пристыковки экипаж приступил к работе на борту орбитальной станции.
Программа полета была рассчитана на 60 суток. Для компенсации влияния невесомости в обязательном порядке проводились ежедневные физические тренировки продолжительностью не менее двух часов с использованием беговой дорожки и нагрузочных костюмов. Оборудование для медицинских и биологических исследований включало в себя, в частности, массметр, позволявший проводить взвешивание в условиях невесомости. Также на станции имелись библиотека, аудиоматериалы, слайды, шахматы и принадлежности для рисования.
Распорядок дня включал визуальные наблюдения и съёмку земной поверхности, управление станцией, проведение научных и технических экспериментов, биомедицинские исследования и телерепортажи. За 40 суток экипаж выполнил несколько сотен фотоснимков по программам военного и хозяйственного значения. Длиннофокусная камера «Агат» использовалась для съёмки объектов, а система «Печора» обеспечила 18 сеансов передачи изображений, позволяя передавать данные через 1,5 часа после съёмки.
Во время полета произошёл серьёзный сбой в работе системы энергоснабжения, вызвавший утрату связи с Землёй. Благодаря действиям космонавтов работоспособность станции была восстановлена.
19 августа ухудшилось состояние В. М. Жолобова. После краткосрочного улучшения 22 августа вновь был зафиксирован резкое ухудшение самочувствия — появились жалобы на головную боль и тошноту. Также с 6 августа поступали доклады экипажа о неприятных запахах на борту. Несмотря на это, основные физиологические показатели оставались в пределах нормы.
В результате было принято решение о досрочном завершении работы экипажа на орбите. 24 августа, за 12 дней до намеченного срока, экипаж покинул станцию. Полёт продолжался 48 суток. Посадка оказалась жёсткой: аппарат дважды перевернулся. Тем не менее, космонавты самостоятельно выбрались из спускаемого аппарата и были эвакуированы.
Для выяснения причин досрочного завершения миссии была сформирована специальная комиссия. Результаты анализов проб воздуха, конденсата и пыли не выявили присутствия токсичных веществ. Ощущавшийся космонавтами запах был признан комиссией «фантомным», то есть возникающим непосредственно в соответствующих отделах головного мозга, что стало результатом проблем в планировании суточных программ работы экипажа.  Были выработаны рекомендации по режиму труда и отдыха экипажа, а также предложены меры по улучшению условий пребывания на борту ОПС.
Также было подготовлено оборудование для контроля за качеством атмосферы станции и составлен план последующей экспедиции на «Салют-5».

#### «Союз-23»

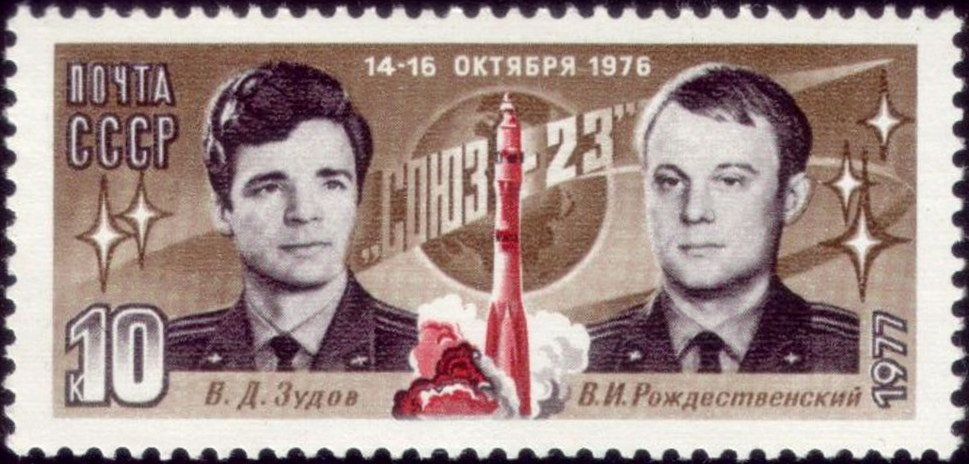
Экипаж «Союз-23»: В. Д. Зудов и В. И. Рождественский

14 октября 1976 года был произведён запуск корабля «Союз-23» с экипажем в составе В. Д. Зудова и В. И. Рождественского (позывной — «Радоны»). Попытка автоматической стыковки 15 октября оказалась неудачной из-за сбоя в системе сближения, вызвавшего автоколебания в работе двигателей. Из-за нехватки топлива ручная стыковка стала невозможной, и экипажу пришлось вернуться на Землю. Спускаемый аппарат совершил ночную посадку на озеро Тенгиз. С рассветом его удалось отбуксировать к берегу с помощью вертолёта и оттуда доставить космонавтов в безопасное место.
По результатам расследования был выявлен конструктивный дефект системы стыковки, устранённый на следующих кораблях.

#### «Союз-24»

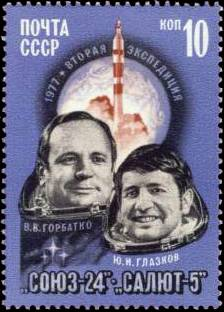
Экипаж «Союз-24»: В. В. Горбатко и Ю. Н. Глазков

7 февраля 1977 года в 19:12 был запущен «Союз-24» с экипажем В. В. Горбатко и Ю. Н. Глазкова (позывной — «Тереки»). 8 февраля в 20:46 корабль вручную пристыковался к станции. При переходе на борт использовались противогазы и специальное оборудование для анализа состава атмосферы. Опасных примесей и посторонних запахов обнаружено не было.
Во время пребывания на станции космонавты частично заменили внутреннюю атмосферу, открывая клапаны сброса и используя автоматическую подачу свежего воздуха. Операции выполнялись без использования скафандров.
Экипаж выполнял визуальные наблюдения и фотосъёмку объектов на поверхности Земли. Выявлялись, в частности, типы авиационной техники на аэродромах. Проявленные плёнки частично передавались по радиоканалу, а остальные — укладывались в возвращаемую капсулу.
Кроме того, были выполнены эксперименты по выращиванию кристаллов, выведению мальков вьюна из икры, культивированию грибов и посадке семян кипариса.
График сна был фрагментирован — космонавты неоднократно просыпались ночью для проведения съёмок при пролётах станции над нужными объектами.
14 февраля экипаж провёл регламентное обслуживание бортовой вычислительной системы.
Полёт продолжался 15 суток 21 час 35 минут. Возвращение на Землю состоялось 25 февраля. 26 февраля была успешно отправлена капсула со специнформацией массой 56,3 кг, без встроенного заряда-ликвидатора.
По оценке В.Н. Челомея, задачи, решавшиеся в ходе данного полёта, были наиболее сложными за всё время программы, а деятельность последнего экипажа стала образцом для последующей подготовки космонавтов.
Полёт подтвердил нормальное состояние состава атмосферы станции. 8 апреля 1977 года государственная комиссия признала выполнение программы станции «Алмаз» («Салют-5») успешным. Станционный комплекс в сочетании с ракетой-носителем УР-500К был рекомендован к принятию на вооружение или эксплуатации совместно с Минобороны.

### Завершение работы станции
8 августа 1977 года завершилась орбитальная миссия станции «Алмаз-3» («Салют-5»), длившаяся 412 суток. За это время станция совершила 6630 витков вокруг планеты. После выдачи тормозного импульса станция вошла в плотные слои атмосферы и разрушилась над акваторией Тихого океана.

## Устройство станции

### Основные характеристики
- Масса ОПС, кг
  - на старте: 21530[3]
  - на орбите: 19960[3]
- Точность стабилизации, угл. мин.: 4[3]
- Максимальный диаметр, м: 4,15[3]
- Длина, м: 13,82[3]
- Поперечный размер после раскрытия солнечных батарей, м: 22,88[3]
- Объем герметичного отсека, м³: 92,4[3]
- Диапазон высот орбиты, км: от 185 до 285 [3]
- Наклонение орбиты, °: 51,6[3]
- Экипаж, чел.: 3 (практически на космических кораблях 7К-Т «Союз» доставлялось 2 космонавта[60])[3]
- Средство выведения: ракета-носитель «Протон-К»[61]

### Компоновка

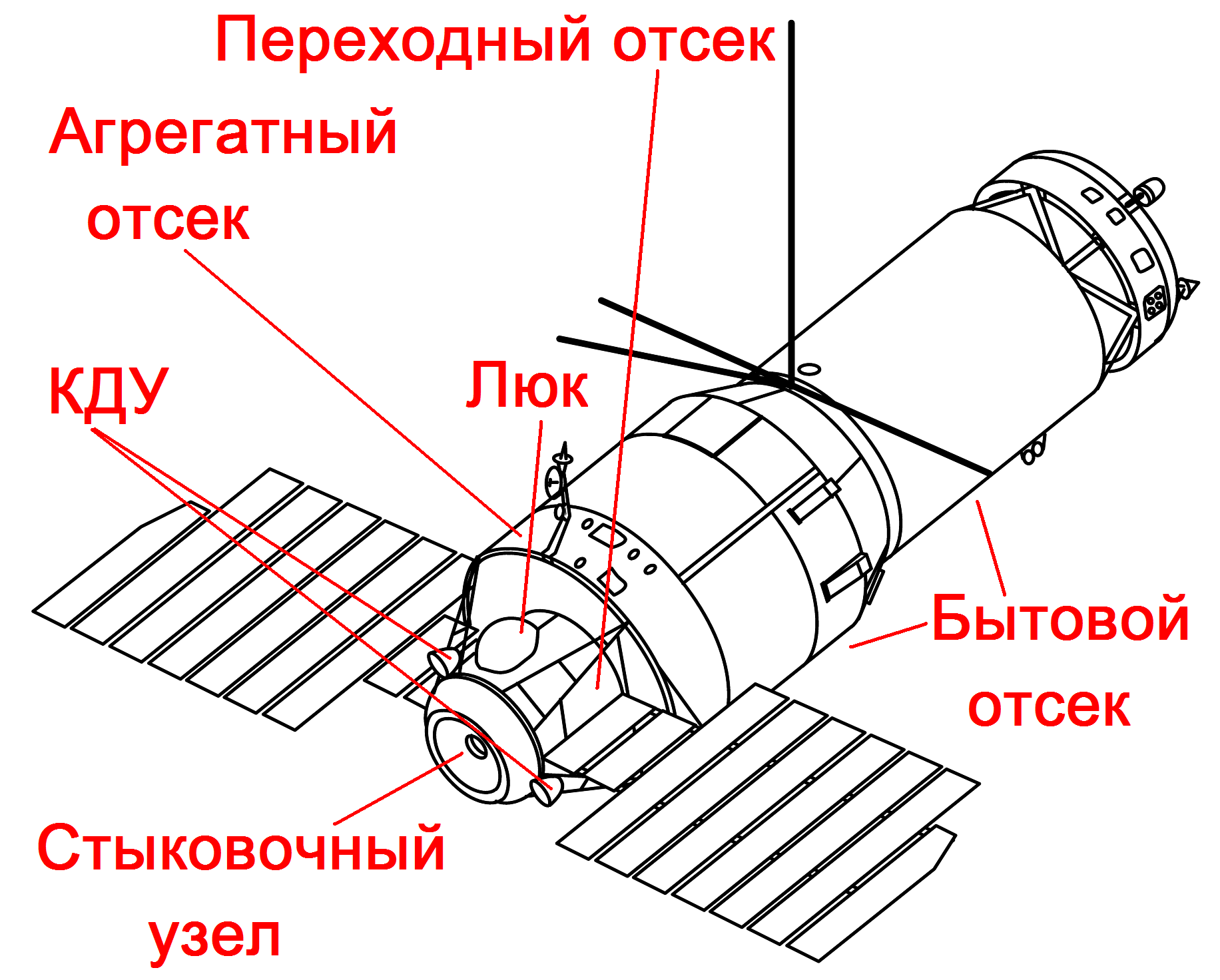
«Салют-5»

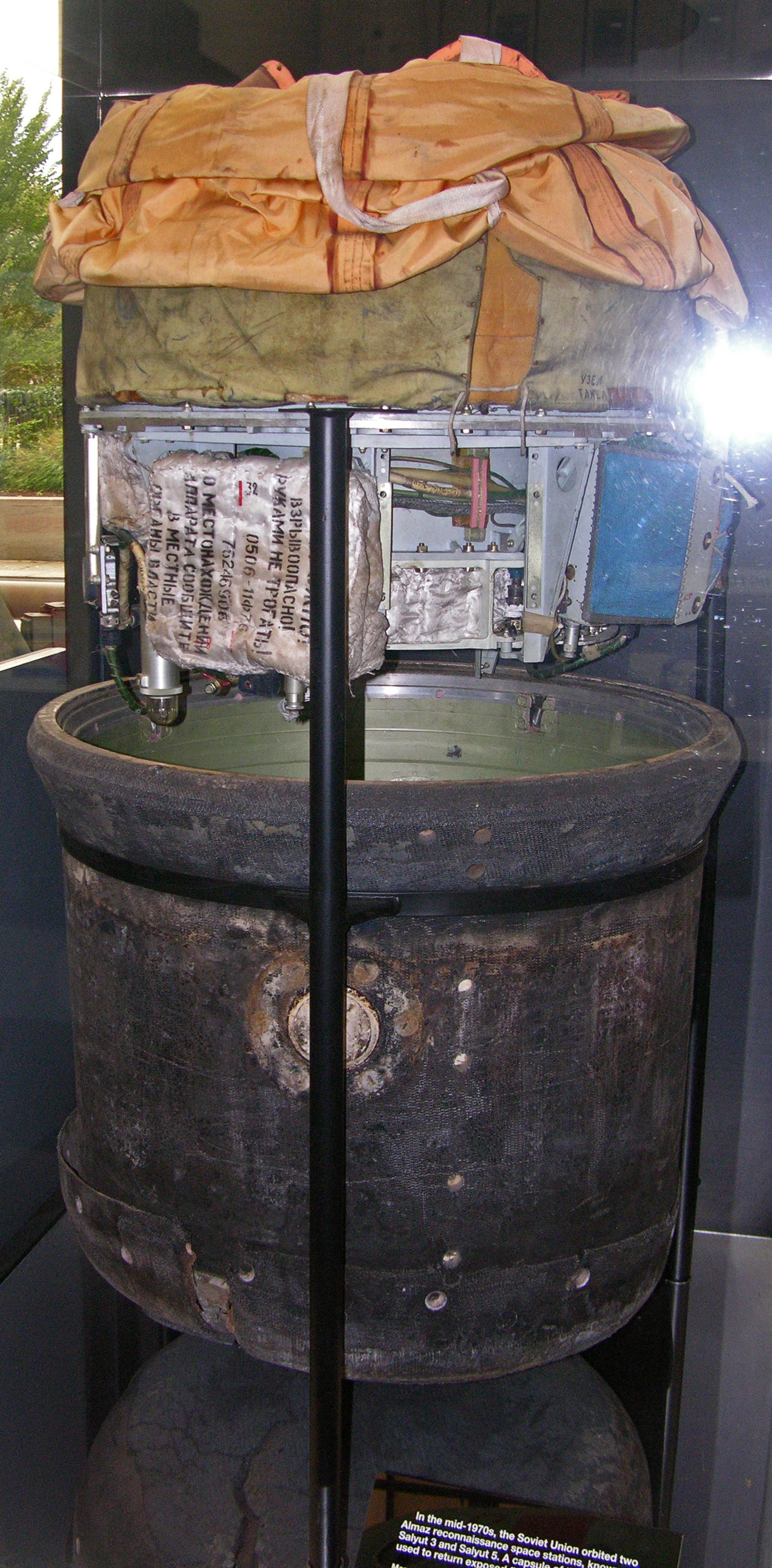
Капсула спуска информации

Орбитальная пилотируемая станция (ОПС) «Алмаз» имела модульную конструкцию и включала герметичный приборно-агрегатный отсек объемом более 90 м³, а также негерметичные отсеки. Максимальный внешний диаметр станции составлял 4,15 м, длина — 13,82 м. После раскрытия двух панелей солнечных батарей максимальный поперечный размер достигал приблизительно 23 м. Герметичный отсек был разделён на две основные части: бытовой отсек диаметром 2,9 м и рабочий отсек диаметром 4,1 м, соединённые между собой с помощью конического переходного модуля.
Внутреннее пространство герметичного отсека было организовано по функциональным зонам, включая: рабочий отсек, отсек размещения специальной аппаратуры, приборный отсек, бытовой отсек, предшлюзовое помещение и шлюзовую камеру. Все отсеки имели общую атмосферу, что позволило использовать единую систему контроля газового состава, очистки и вентиляции воздуха. Интерьер герметичного отсека был оформлен с учётом ориентации в пространстве — обозначались условные пол и потолок. Внутренние поверхности выполнялись в светлых тонах (от светло-серого до светло-салатового) и облицовывались панелями, обтянутыми мягкими синтетическими тканями. Для перемещения внутри станции были предусмотрены поручни и леера. Рабочие места, а также зоны сна и отдыха, оснащались средствами фиксации космонавтов и панелями для крепления инструмента и мелких предметов. В бытовом отсеке также имелись боковые иллюминаторы.
В приборном отсеке располагалась аппаратура и агрегаты бортовых систем, в том числе — ориентации и управления движением, жизнеобеспечения, электропитания, радиосвязи и телеметрии. Комплексом аппаратуры управляла БЦВМ «Аргон-12А».

### Целевая аппаратура

#### Оптическая аппаратура
В соответствии с требованиями Министерства обороны СССР, орбитальный комплекс «Алмаз» разрабатывался для наблюдения за малоразмерными объектами на поверхности Земли (как на суше, так и на море) с их фиксацией и оперативной передачей данных на наземные пункты приема информации. Для реализации этой задачи станция была оснащена набором оптических средств, функционирующих в видимом и инфракрасном диапазонах спектра.
Оптическая аппаратура размещалась в различных отсеках герметичного модуля станции. В основном рабочем цилиндрическом отсеке диаметром 4,1 м находились длиннофокусный фотоаппарат «Агат-1», фототелевизионная система «Печора» и топографический комплекс АСА-34Р. В конусной части располагались пульты управления, оптический визир, панорамно-обзорное устройство и кабинная часть перископа «Сокол». В бытовом отсеке диаметром 2,9 м с иллюминаторами И10П размещались тепловизионная система «Волга» и астрономическая навигационная аппаратура.
Для управления аппаратурой наблюдения на орбитальной станции устанавливались две БЦВМ «Аргон-16А».

##### Фотоаппарат «Агат-1»
Фотоаппарат «Агат-1» представлял собой длиннофокусное устройство для детальной съемки земной поверхности. Изначально планировалось использование объектива «Комета-5А» с фокусным расстоянием 10 м и главным зеркалом диаметром 1,5 м. Однако из-за технологических сложностей его заменили на объектив «Комета-11А» с фокусным расстоянием 6,375 м и зеркалом диаметром 0,88 м. Фотоаппарат имел три тракта: два фотографических и один фототелевизионный. В фотографических трактах использовалась пленка шириной 420 мм, в фототелевизионном — 530 мм. Длина кассет составляла 500 м. Прибор имел высоту около 4 м и массу около 1,2 т. Расчетное разрешение при съемке составляло примерно 1 м, а в фототелевизионном режиме — до 1,5 м. Пленка доставлялась на Землю внутри спускаемой капсулы, каждая из которых вмещала до 1000 м пленки.
Для геодезической привязки изображений использовался фототопографический комплекс АСА-34Р, обеспечивавший синхронную с основным фотоаппаратом съемку земной поверхности и звездного неба.

##### Тепловизионная система «Волга»
Тепловизионная система «Волга» использовала зеркальный объектив и механическое сканирование изображения посредством главного зеркала диаметром около 0,5 м. В фокальной плоскости располагалась линейка фотодиодов на основе антимонида индия (InSb), охлаждаемых до температуры -196 °C. Изображения записывались на фотопленку, которая впоследствии возвращалась на Землю для анализа.

##### Оптический визир ОД-5
ОД-5 представлял собой телескопическую визирную систему с переменным увеличением. Сканирующее зеркало обеспечивало обзор ±30° по крену и от +50° до -15° по тангажу. Система позволяла остановить движение изображения в поле зрения на время до нескольких десятков секунд, что давало возможность космонавту провести поиск и анализ целей с разрешением около 1 м. Увеличение визира варьировалось от 2,5× до 8× и от 25× до 80×, при использовании дополнительных окуляров — до 160×. В программном режиме визир автоматически наводился на заданную область с помощью бортовой цифровой вычислительной машины (БЦВМ). В автономном режиме управление осуществлялось вручную.

##### Панорамно-обзорное устройство
Панорамно-обзорное устройство (ПОУ) являлось проекционной оптической системой, обеспечивающей цветное изображение подстилающей поверхности с широким углом обзора (до 60°). Изображение выводилось на экран диаметром 350 мм с разрешением около 30 м. Устройство было оснащено меткой, указывавшей положение визирной оси визира ОД-5, что значительно упрощало и ускоряло процесс наведения визира.

##### Перископ кругового обзора «Сокол-1»
Перископ «Сокол-1» представлял собой систему панорамного визуального наблюдения, предназначенную для осмотра окружающего пространства в верхней полусфере станции. Он позволял космонавтам визуально контролировать состояние внешних элементов станции, а также наблюдать за сближением с другими космическими аппаратами. Перископ также использовался в составе системы обороны станции для оценки потенциальной угрозы со стороны других космических объектов.

##### Теплопеленгатор «Янтарь-П»
Теплопеленгатор «Янтарь-П» входил в состав системы обороны станции и использовался для обнаружения ракетных пусков по факелу работающих двигателей с целью оценки их возможной опасности для орбитального комплекса.

### Бортовая система управления и двигатели
Бортовая система управления (БСУ) включала в себя подсистемы ориентации, стабилизации и исполнительные органы, основанные на использовании жидкостных реактивных двигателей (ЖРД) жёсткой и мягкой стабилизации, а также электромеханических систем стабилизации и поворота (ЭМСС и ЭМСП).
Двигательная установка (ДУ) орбитальной пилотируемой станции (ОПС) была разделена на две автономные секции, каждая из которых обеспечивала выполнение задач по коррекции орбиты и стабилизации станции. В состав двигательного отсека входили двигатели коррекции с тягой 400 и 40 кгс, двигатели стабилизации — как жесткой (20 кгс), так и мягкой (1,2 кгс), а также шаровые топливные баки и баллоны с азотом.
ЭМСС использовала электромеханический шаровой двигатель-маховики (ШДМ, «шар») для пространственной ориентации станции, а также кольцевой двигатель-маховик (КДМ, «кольцо») для программных разворотов по крену. КДМ имел диаметр, сопоставимый с наружным диаметром станции, и размещался в ее корпусе в зоне трёхметрового диаметра. ЭМСС и ЭМСП на базе ШДМ и КДМ впервые для космических аппаратов были реализованы на космических станциях серии «Алмаз».
ЭМСС обеспечивала эффективное расходование рабочего тела. Так, используемая электромеханическая система требовала расхода 10-15 г рабочего тела на один виток, в то время как классические системы стабилизации на жидкостных реактивных двигателях, используемые на орбитальных станциях ЦКБЭМ, требовали расхода 500-700 г рабочего тела на виток.
Корректирующая двигательная установка и двигатели системы ориентации работали на общем высокотоксичном топливе (тетраоксид диазота + несимметричный диметилгидразин), благодаря чему полёт станции не мог быть прерван из-за того, что закончилось однокомпонентное топливо для двигателей системы ориентации.

### Жизнеобеспечение экипажа
Система жизнеобеспечения экипажа орбитальной станции обеспечивала поддержание необходимых условий для жизни и работы космонавтов в условиях замкнутого герметичного пространства.

#### Газообеспечение
Система регулирования газового состава внутренней атмосферы контролировала и поддерживала параметры, необходимые для жизнедеятельности экипажа. Обеспечивалось давление в гермоотсеке от 700 до 960 мм рт. ст., парциальное давление кислорода поддерживалось в диапазоне 140–280 мм рт. ст., а углекислого газа — не превышало 10 мм рт. ст. Углекислый газ, выдыхаемый космонавтами, поглощался с использованием гидроксида лития (LiOH). Источником кислорода служил надпероксид калия (KO₂). Для компенсации утечек и обеспечения равновесия в системе газообмена применялись баллоны с газообразным кислородом и воздухом под высоким давлением.
Для предотвращения локального накопления углекислого газа вокруг членов экипажа в гермоотсеке применялись вентиляторы, обеспечивающие постоянную циркуляцию воздуха. Атмосфера станции регулярно очищалась от примесей с использованием фильтров.

#### Терморегулирование
Система терморегулирования поддерживала температурный режим внутри станции. В жилой зоне температура находилась в пределах 17–25 °C, а в аппаратной зоне — от 15 до 34 °C. Теплообмен осуществлялся через два контура — «горячий» и «холодный». Холодный контур отводил избыток тепла от оборудования и экипажа, в то время как горячий контур обеспечивал обогрев станции.

#### Водоснабжение
Система водоснабжения обеспечивала экипаж питьевой водой, водой для приготовления пищи и санитарно-гигиенических нужд. Вода хранилась в специальных шарах-баллонах, заправка которых осуществлялась перед стартом. На станции «Салют-5» впервые была внедрена система регенерации воды из конденсата атмосферной влаги — установка «Прибой-101А» с производительностью до 5 литров в сутки. Вода проходила фильтрацию и обогащалась необходимыми микроэлементами.

#### Питание
Система обеспечения питанием включала буфет-хранилище, где хранились индивидуальные суточные рационы, а также столовые приборы и специализированная посуда для приготовления горячих напитков. Питание было организовано по приёмам пищи (первый и второй завтрак, обед, ужин), с соответствующей маркировкой на упаковке. Для разогрева первых блюд и напитков использовался электрический подогреватель, обеспечивающий температуру 50–60 °C. Сублимированные продукты восстанавливались с использованием горячей воды. Средняя масса суточного рациона составляла около 1630 г, а калорийность — порядка 3000 ккал. Повторение продуктов в рационе допускалось не чаще одного раза в три дня. Приём витаминных добавок осуществлялся 2–3 раза в сутки.

#### Санитарно-гигиеническое оборудование
Ассенизационно-санитарное устройство предназначалось для сбора и изоляции продуктов жизнедеятельности и использованных гигиенических средств. Жидкие отходы удалялись с помощью воздушной струи, создаваемой вентилятором, и поступали в центробежный сепаратор, где разделялись на жидкость и газ. Собранная жидкость накапливалась в отдельном резервуаре. По аналогичной схеме осуществлялся сбор воды из умывальника. Твёрдые отходы собирались при помощи устройства сходного по компоновке с унитазом с использованием одноразовых вкладышей, после чего химически консервировались и помещались в герметичный контейнер.
Для очистки вентиляционных решёток и элементов системы сбора конденсата применялся пылесос модели «Ракета 7С», который также использовался для удаления волос при бритье.

## Линейка событий
В этом разделе в таблице кратко описана последовательность всех событий: запуска, стыковок/расстыковок с космическими кораблями, окончания существования орбитальной пилотируемой станции «Салют-5».
Всего в таблице присутствует 7 событий. Соответственно орбитальная станция «Салют-5» находилась на орбите в 6 промежуточных состояниях. Эти состояния делятся на две группы:
1) орбитальная станция «Салют-5» не состыкована ни с одним космическим кораблём (зелёный цвет в таблице) — 4 состояния;
2) орбитальная станция «Салют-5» состыкована с одним космическим кораблем (красный цвет в таблице) — 2 состояния.
| №                                                                           | Дата       | Действие                | Корабль                         | Экипаж                |
| 1                                                                           | 1976-06-22 | Запуск                  | «Салют-5» (орбитальная станция) | —                     |
| Состояние на орбите: станция «Салют-5»: без экипажа                         |            |                         |                                 |                       |
| 1-й экипаж                                                                  |            |                         |                                 |                       |
| 2                                                                           | 1976-07-17 | Стыковка                | «Союз-21» (1-й пилотируемый)    | Волынов, Жолобов      |
| Состояние на орбите: комплекс «Салют-5»—«Союз-21»: экипаж Волынов, Жолобов  |            |                         |                                 |                       |
| 3                                                                           | 1976-08-24 | Расстыковка             | «Союз-21» (1-й пилотируемый)    | Волынов, Жолобов      |
| Состояние на орбите: станция «Салют-5»: без экипажа                         |            |                         |                                 |                       |
| Неудачная стыковка                                                          |            |                         |                                 |                       |
| 4                                                                           | 1976-10-16 | Стыковка не состоялась  | «Союз-23» (2-й пилотируемый)    | Зудов, Рождественский |
| Состояние на орбите: станция «Салют-5»: без экипажа                         |            |                         |                                 |                       |
| 2-й экипаж                                                                  |            |                         |                                 |                       |
| 5                                                                           | 1977-02-18 | Стыковка                | «Союз-24» (3-й пилотируемый)    | Горбатко, Глазков     |
| Состояние на орбите: комплекс «Салют-5»—«Союз-24»: экипаж Горбатко, Глазков |            |                         |                                 |                       |
| 6                                                                           | 1977-02-25 | Расстыковка             | «Союз-24» (3-й пилотируемый)    | Горбатко, Глазков     |
| Состояние на орбите: станция «Салют-5»: без экипажа                         |            |                         |                                 |                       |
| 7                                                                           | 1977-08-08 | Окончание существования | «Салют-5»                       | —                     |

## Оценка результатов работы станции
Согласно заключению государственной комиссии от 8 апреля 1977 года, программа полёта станции была выполнена в полном объёме, а тактико-технические характеристики комплекса соответствовали требованиям Министерства обороны. Было признано, что орбитальный пилотируемый комплекс в составе ОПС и ракеты-носителя УР-500К может быть рекомендован к принятию на вооружение либо к совместной эксплуатации.
Деятельность орбитальной пилотируемой станции (ОПС) на орбите получила высокую оценку как со стороны военных структур, так и от представителей гражданской науки. Экипажи станции осуществили несколько сотен фотосъёмок различных участков земной и морской поверхности в рамках программ военного назначения и в интересах народного хозяйства. Также был выполнен ряд научных экспериментов. На Землю были возвращены катушки с сотнями метров фотоплёнки.
Станция «Салют-5» («Алмаз-3») стала последней орбитальной пилотируемой станцией, выведенной на орбиту в рамках программы «Алмаз». Впоследствии Министерство обороны приняло решение сосредоточить усилия на развитии автоматических космических систем, оставив при этом возможность использования транспортных кораблей снабжения ТКС для расширения функциональности гражданских долговременных орбитальных станций.